# Shi Hui
Shi Hui (石挥S, Shí HuīP; Tientsin, 2 marzo 1915 – Shanghai, 11 novembre 1957) è stato un attore e regista cinese.
In occasione del centenario della nascita dell'industria cinematografica in Cina nel 2005, la China Film Performance Art Academy lo ha inserito nella lista dei "100 migliori attori in 100 anni di cinema cinese". Morto a soli 42 anni 